# منطقه قاضی‌آباد
منطقه قاضی‌آباد (به هندی: Zila Ghaziabad) فیلمی محصول سال ۲۰۱۳ و به کارگردانی آناند کومار است. در این فیلم بازیگرانی همچون سانجی دات، آرشاد وارسی، ویوک اوبروی، چارمی کائور، راوی کیشان، پارش راوال، سونیل گروور، منیشا لامبا، دیویا دوتا، اشوتوش رانا، شریا سارن، زارینا وهاب، اعجاز خان ایفای نقش کرده‌اند.